# Северомаркский диалект
Северомаркский диалект (нем. Nordmärkisch) — маркско-бранденбургский диалект немецкого языка, исторически используемый в регионе Альтмарк (Саксония-Ангальт). Лексика диалекта зафиксирована в Бранденбургско-Берлинском и Среднеэльбском словарях. Как и все бранденбургские диалекты имеет сильное голландско-нижнефранконское влияние, отражающее колонизацию Бранденбурга в XII—XIII веках.